# Siphanta roseicincta
Siphanta roseicincta är en insektsart som först beskrevs av Walker 1862.  Siphanta roseicincta ingår i släktet Siphanta och familjen Flatidae. Inga underarter finns listade i Catalogue of Life.